# Aurora (Indiana)
Pour les articles homonymes, voir Aurora.
Aurora est une municipalité américaine située dans le comté de Dearborn en Indiana.
Lors du recensement de 2010, sa population est de 3 750 habitants. La municipalité s'étend sur 3,09 milles carrés (8 km2) dont 0,33 mille carré (0,85 km2) d'étendues d'eau. C'est ici que les ruisseaux North Hogan et South Hogan se rejoignent pour se jeter dans l'Ohio
Aurora est fondée en 1819, et devient une municipalité en 1822. Elle est desservie par l'Ohio and Mississippi Railway à partir de 1854.